# 北京老爷车博物馆
40°17′54″N 116°40′20″E / 40.29820°N 116.67236°E
北京老爷车博物馆，位于北京市怀柔区杨宋镇凤翔一园19号，是中国老爷车收藏家雒文友创建的一家专门收藏和展示老爷车的私立博物馆，为私人独资经营。全部展品都是雒文友的私人藏品。

## 历史
北京老爷车博物馆毗邻中影集团影视基地。2009年6月8日，中国老爷车收藏家雒文友成立了北京老爷车博物馆。该博物馆经北京市文物局、北京市民政局核准注册。
2009年10月22日，原中共中央总书记、中华人民共和国主席江泽民携夫人王冶坪、工作人员及中共中央政治局委员、中共北京市委书记刘淇等人到北京老爷车博物馆参观，曾在一汽工作的江泽民见到“东风金龙”和红旗车时说：“这都是她们（指夫人王冶平）一捶一捶敲出来的。”江泽民还为该博物馆题词。

## 展览
北京老爷车博物馆收藏老爷车100多辆。中华人民共和国成立初期的汽车工业代表作有：北汽生产的“东方红”牌轿车、第一代210军用越野车；上汽生产的“上海”牌检阅车、第一代“凤凰”牌轿车、上海58-I等上海汽车系列；一汽生产的第一代“红旗”牌轿车、“红旗”牌检阅车、红旗轿车系列；北京汽车修理公司四厂生产的“五七型”（BK640）客车。此外还有美国道奇、法国雪铁龙、德国奔驰、英国莫利斯、苏联吉斯等经典车型。另有毛泽东、周恩来、朱德、彭真、李先念、吴桂贤、傅作义、陈纳德等乘坐过的老爷车。该馆部分馆藏品是中国乃至世界上现存的稀缺、绝版藏品。

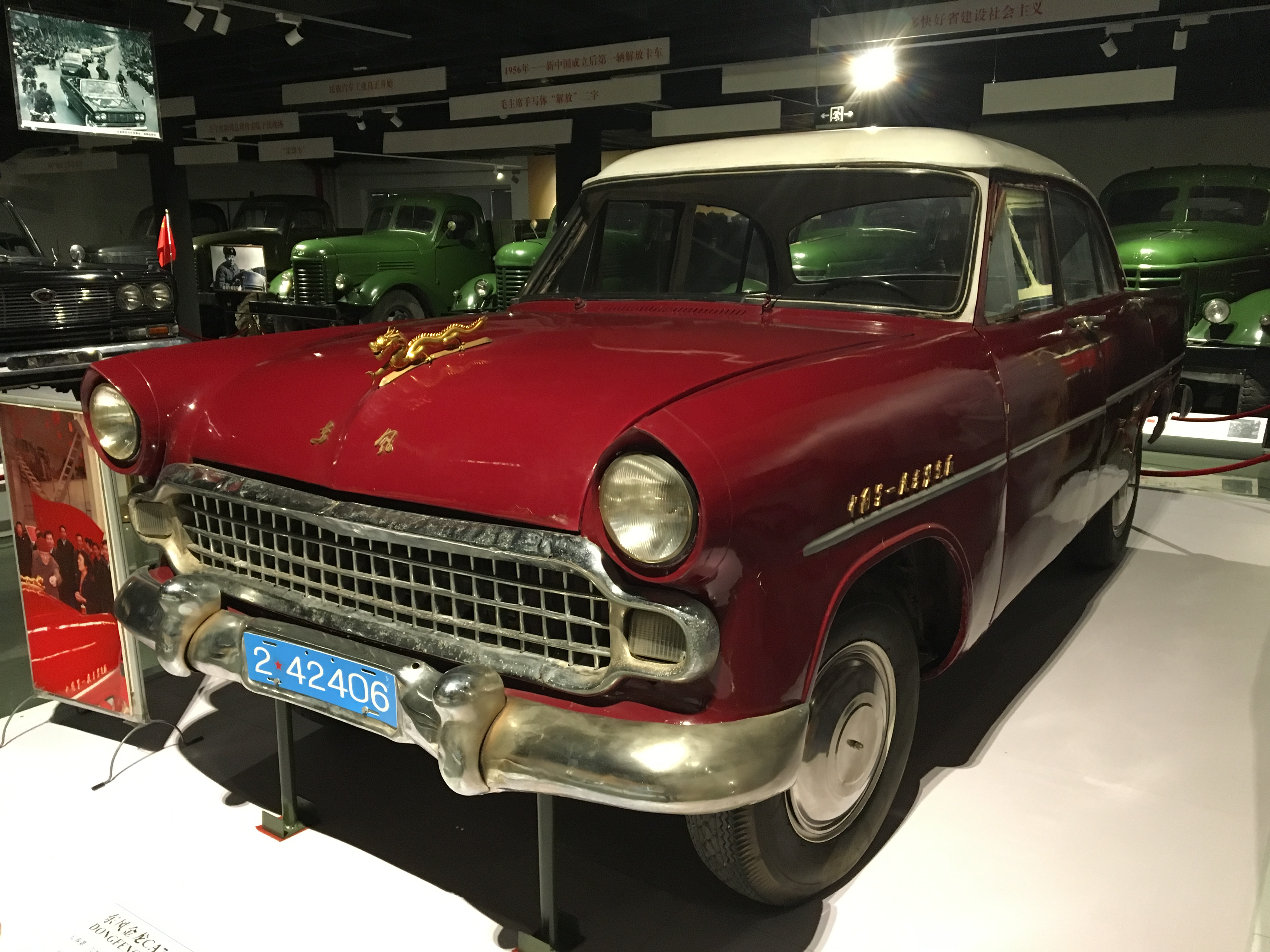
馆藏的东风CA-71轿车
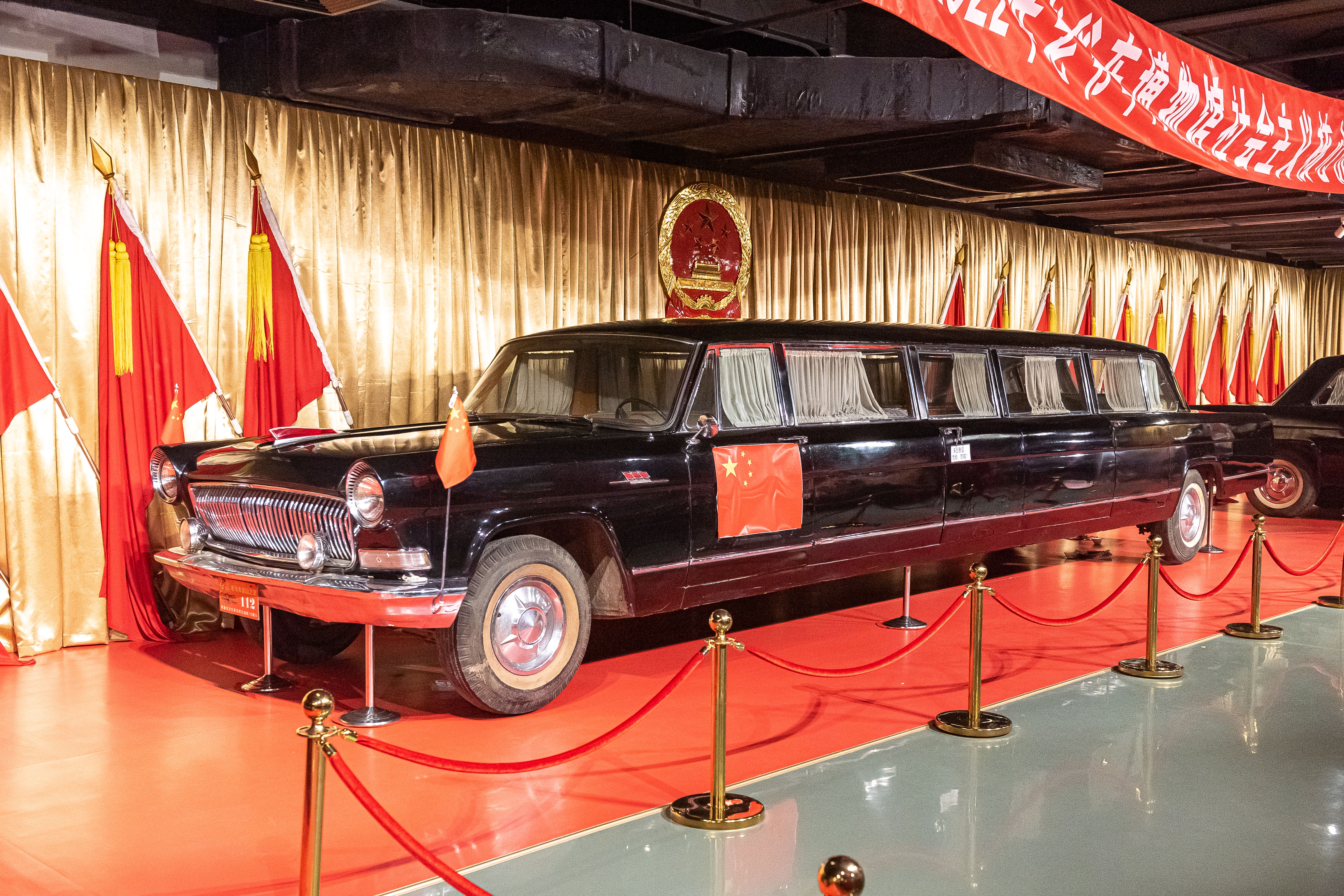
车身长10.08米的超长红旗
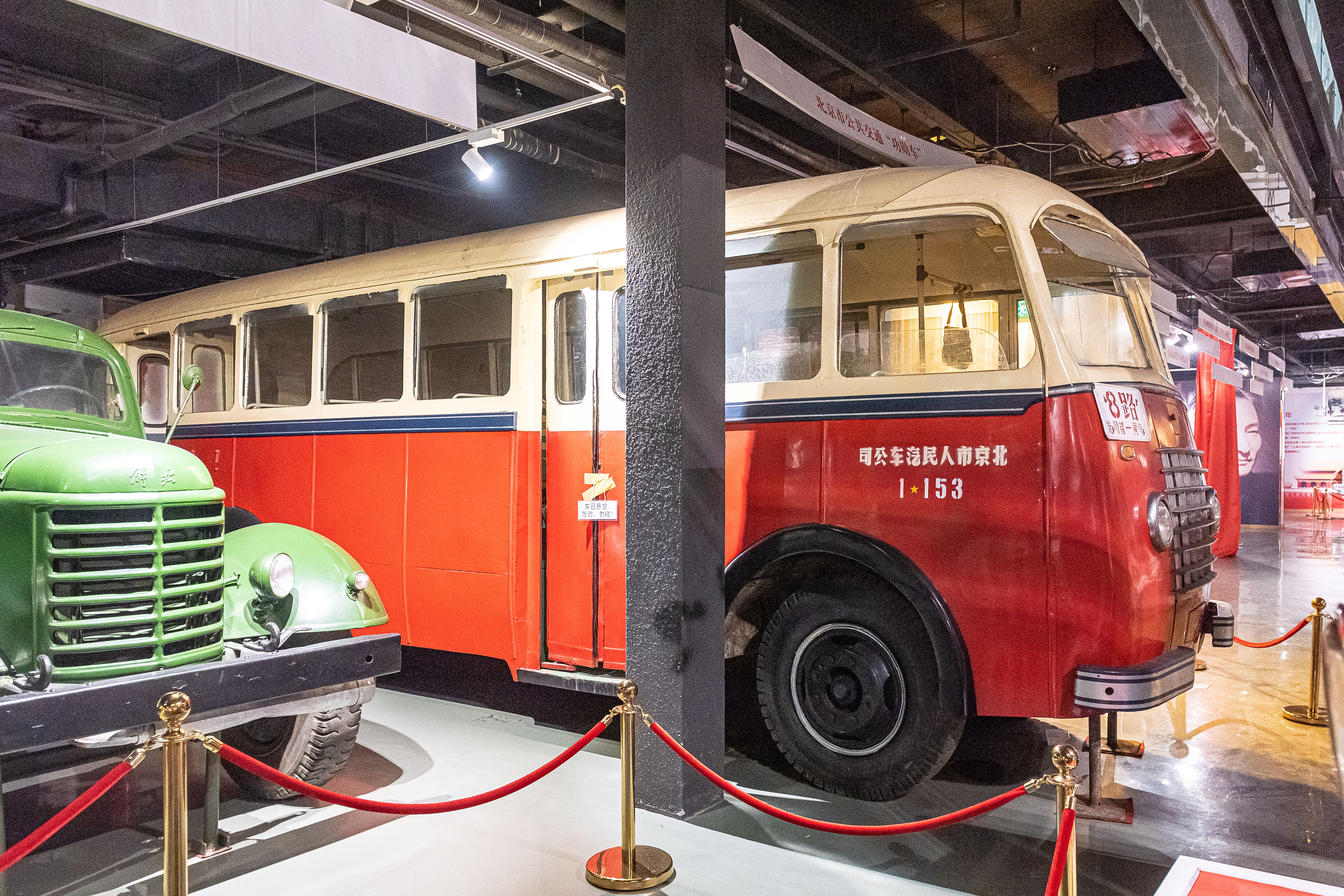
馆藏的BK640型客车